# Sho Araki
Sho Araki (荒木 翔 Araki Sho?, Kanagawa, 25 de agosto de 1995) es un futbolista japonés que juega como centrocampista en el Ventforet Kofu.

## Trayectoria
En 2018 se unió al Ventforet Kofu.

## Clubes
| Club           | País  | Año   |
| -------------- | ----- | ----- |
| Ventforet Kofu | Japón | 2018- |

## Estadística de carrera

### J. League
| Club           | Año   | J. League | J. League | Copa J. League | Copa J. League | Total | Total |
| Club           | Año   | Part.     | Goles     | Part.          | Goles          | Part. | Goles |
| -------------- | ----- | --------- | --------- | -------------- | -------------- | ----- | ----- |
| Ventforet Kofu | 2018  | 0         | 0         | 4              | 0              | 4     | 0     |
| Ventforet Kofu | 2019  | 9         | 0         | -              | -              | 9     | 0     |
| Total          | Total | 9         | 0         | 4              | 0              | 13    | 0     |

## Palmarés

### Títulos nacionales
| Título             | Club           | País  | Año  |
| ------------------ | -------------- | ----- | ---- |
| Copa del Emperador | Ventforet Kofu | Japón | 2022 |